# Смит, Джейден
Джейден Кристофер Сайер Смит (англ. Jaden Christopher Syre Smith; род. 8 июля 1998, Малибу, Калифорния, США), также известный под псевдонимом Jaden — американский рэпер и актёр. Его дебют в кино состоялся вместе с отцом Уиллом Смитом в фильме 2006 года «В погоне за счастьем», и он снова появился со своим отцом в фильме 2013 года «После нашей эры». Он также снялся в фильмах-ремейках «День, когда Земля остановилась» (2008) и «Каратэ-пацан» (2010).
Смит выпустил «CTV2», свой второй микстейп, в ноябре 2014 года. После трёхлетней работы он выпустил свой дебютный студийный альбом «Syre» 17 ноября 2017 года. Его второй студийный альбом, «Erys», был выпущен 5 июля 2019 года. Его третий студийный альбом, «CTV3: Cool Tape Vol. 3», был выпущен 28 августа 2020 года. В 2021 году он получил номинацию на премию «Грэмми» в категории «Альбом года» как один из исполнителей на «Justice» Джастина Бибера.
Смит вернулся к актёрской деятельности с 2017 года, снявшись в двух сезонах оригинального сериала Netflix «Отжиг» и озвучивая роль в оригинальном аниме Netflix «Нео Йокио».

## Ранняя жизнь
Джейден Смит родился 8 июля 1998 года в Малибу, штат Калифорния, в семье актёров Джады Пинкетт Смит и Уилла Смита. У него есть старший единокровный брат Трей Смит (1992 г.р.) и младшая сестра Уиллоу Смит (2000 г.р.). Смит посещал Академию лидерства в Нью Вилладж, прежде чем его родители перевели на обучение на дому. Повзрослев, статус знаменитости Смита из-за того, что он снимался в таких фильмах, как «В погоне за счастьем», и его родители, оба признанные актёры, привели к тому, что он был изолирован от нормального детства, о чём он подробно говорил. Он занялся скейтбордингом.
Смит и его братья и сестры были молодёжными послами проекта Zambi, который совместно с Hasbro оказывает помощь замбийским детям, ставшим сиротами из-за СПИДа.

## Карьера

### Съёмки
Смит дебютировал в главной роли в фильме 2006 года «В погоне за счастьем» в роли Кристофера, сына Криса Гарднера, персонажа Уилла Смита. За свою роль Джейден получил награду за выдающееся исполнение на MTV Movie Awards 2007 года. Затем Джейден появился в роли Джейкоба в научно-фантастическом фильме Скотта Дерриксона 2008 года «День, когда Земля остановилась», ремейке одноимённой классики 1951 года.
В 2010 году вместе с Джеки Чаном Джейден снялся в фильме «Каратэ-пацан», ремейке фильма 1984 года. В мае 2013 года Уилл Смит и Джейден снялись вместе, сыграв отца и сына, в фильме «После нашей эры». В 2014 году было объявлено, что Джейден вернётся для продолжения «Каратэ-пацан 2» с Джеки Чаном. Режиссёром фильма станет Брек Эйснер, продюсерами — Джеймс Ласситер и Уилл Смит, сценаристом — Зак Пенн.
В апреле 2014 года Джейден получил роль в фильме «Птица доброго Господа», который основан на одноимённом романе Джеймса Макбрайда 2013 года. Джейден играет Генри Шеклфорда, молодого раба, живущего на территории Канзаса в 1857 году, который сталкивается с аболиционистом Джоном Брауном.
Джейден сделал перерыв в актёрской деятельности после выпуска своего микстейпа «Cool Tape Vol. 2», чтобы сосредоточиться на музыке, вернувшись к кино в оригинале Netflix, «Отжиг» в 2017 году. У Джейдена также была озвучивающая роль в «Нео Йокио» и роль в Нэшвилле в роли самого себя. Комментируя свой перерыв в актёрской карьере, он сказал: «Роли, которые мне предлагали, были не совсем тем, что я искал, ничто не казалось мне действительно необходимым, в чем я должен был участвовать, пока не появилось это». Джейден вернулся к съёмкам в кино с анонсом фильма, основанного на скейтбординге. 21 июня 2018 года компания Crystal Moselle’s Skate Kitchen выпустила свой первый официальный трейлер, демонстрирующий Джейдена в качестве главного героя. Фильм был официально выпущен 10 августа 2018 года, после демонстрации на «Сандэнсе» зимой 2017 года. В следующий раз он снимется в «Жизнь за год» через год вместе с Карой Делевинь.

### Музыка
В 2010 году Джейден исполнил рэп вместе с канадским певцом Джастином Бибером в песне «Never Say Never». Песня достигла 8-го места в Billboard Hot 100 и была сертифицирована 5× платиновой в США.
1 октября 2012 года Джейден выпустил свой дебютный микстейп «The Cool Cafe». 8 ноября 2014 года Джейден выпустил продолжение «The Cool Cafe» под названием «CTV2».
Джейден начал работу над своим дебютным студийным альбомом в 2014 году, и этот процесс занял три года. В декабре 2016 года Джейден объявил, что его дебютный студийный альбом будет называться «Syre». Ведущий сингл с «Syre» «Fallen» был выпущен 5 декабря 2016 года, были выпущены ещё три сингла: «Batman» и «Watch Me» 14 июля 2017 года и «Falcon» 16 ноября. «Syre» был выпущен 17 ноября 2017 года и дебютировал под номером 24 в американском Billboard 200. «Icon» был выпущен как сингл в тот же день и занял 3-е место в чарте Bubbling Under Hot 100 синглов.
Позже Джейден объявил, что его следующий проект после «Syre» будет называться «Erys» 14 декабря 2017 года. Другой проект под названием «Syre: The Electric Album» позже был поддразниваем через Twitter. В преддверии выхода проекта Джейден выпустил сингл «Ghost» с участием Кристиана Ричи. 8 июля 2018 года Джейден опубликовал проект исключительно в Instagram в день своего 20-летия. Позже, четыре дня спустя, проект был выпущен на потоковые платформы. «Syre: The Electric Album» представляет собой гитарно-ориентированную переработку студийного альбома Джейдена «Syre», на который повлияли Джими Хендрикс и группа The Beatles «Sgt Pepper’s Lonely Hearts Club». Менее чем через год, 5 июля 2019 года, Джейден выпустил свой второй студийный альбом «Erys» и дебютировал под номером 12 в американском Billboard 200.
30 июля 2018 года Джейден был объявлен в качестве открывателя во время тура J. Cole's KOD Tour вместе с Young Thug и EarthGang, а 2 августа впервые выступил в Lollapalooza. Один из влиятельных людей Джейдена, Kid Cudi, заявил, что хотел бы записать альбом с Джейденом, который Джейден поддержал, сказав, что хотел бы сделать это в будущем во время интервью 21 августа 2018 года.
24 июля 2020 года Джейден выпустил сингл «Cabin Fever» со своего третьего альбома «CTV3: Cool Tape Vol. 3», который, по его словам, является завершением трилогии предыдущих «Cool tapes» и «также как бы завершает трилогии „Syre“ и „Erys“ одновременно». Альбом включает совместную работу с другом Джейдена и предыдущим соавтором Джастином Бибером над песней «Falling for You». 21 июня 2021 года Джейден выпустил сингл «BYE». 27 августа 2021 года Джейден выпустил ещё одну версию альбома «CTV3: Day Tripper’s Edition» на всех потоковых платформах.

## Влияния
Влияние Джейдена включают Kid Cudi, Канье Уэста, Курта Кобейна и Tycho. Смит также считает своего отца, Уилла Смита, источником вдохновения, говоря: «Он начал с музыки и перешёл в кино. Я начал с фильмов, а затем перешёл к созданию музыки — я смотрю на него и использую это как пример того, насколько он хороший человек, но не обязательно того успеха, которого он достиг».

## Другие работы
GQ описал Джейдена как «в своей собственной лиге» с точки зрения моды и «суперзвезду, которая вывела моду на совершенно другой уровень». Джейден назвал Tyler, The Creator, Бэтмена и Посейдона своими иконами, когда дело доходит до моды. Смит сказал, что Tyler, the Creator познакомил его с брендом Supreme. Мрачные готические пейзажи Бэтмена повлияли на одежду, которую он создал благодаря своему бренду MSFTSrep и своему личному стилю одежды, надев защитную броню Бэтмена на свадьбу Канье Уэста и Ким Кардашьян и его выпускной бал. Ассортимент MSFTSrep включает толстовки, футболки, брюки и жилеты. В мае 2013 года Смит сотрудничал с корейским дизайнером Чхве Бум Соком, чтобы создать всплывающий магазин, в котором покупатели могут покупать одежду с их совместными логотипами.
Смит вызвал споры в 2016 году после того, как стал моделью в кампании женской одежды Louis Vuitton в юбке. Объясняя свой выбор носить юбку, Смит сказал, что пытается бороться с издевательствами, сказав: «Через пять лет, когда ребёнок пойдёт в школу в юбке, его не будут бить, и дети не будут злиться на него». Смит продолжал носить женскую одежду до конца 2016 года. Смит был первым мужчиной-моделью, смоделировавшим женскую одежду для Louis Vuitton. Смит создал линию джинсовой одежды с модным брендом G-Star в 2018 году.
Смит является партнёром компании spring water company Just Water, которая начала свою деятельность, когда ему было всего двенадцать лет. Just Water пытается создать дешёвую систему фильтрации воды, которую можно использовать в бедных районах и странах, и хочет позже помочь с инфраструктурой водоснабжения и созданием более экологически чистых методов строительства, производя собственный гипсокартон. 27 августа 2018 года Just Water официально стартовала в Великобритании.

## Личная жизнь
Отец Джейдена, Уилл, сообщил, что его сын с согласия родителей добивался решения о самостоятельной жизни в качестве подарка на свой 15-й день рождения. Уилл сообщил средствам массовой информации, что основной мотивацией Джейдена является создание собственного места жительства, а также объяснил, что его дети не подлежат строгому воспитанию:
«Как правило, мы не верим в наказание. С тех пор, как Джейдену исполнилось пять или шесть лет, мы усаживали его, и все, что ему нужно было сделать, это суметь объяснить, почему то, что он сделал, было правильным для его жизни».
Однако Джейден и его отец появились вместе на шоу Эллен ДеДженерес 15 мая 2013 года, и Смит сказал:
Чего люди не понимают, так это того, что в его доме все свободно. Так что я могу получить все и вся в его доме, так что я собираюсь пробыть там ещё 20-30 лет. Он [Уилл Смит] говорит, что как только у меня будет фильм, который будет больше, чем один из его фильмов, я смогу обзавестись собственным домом.
В июне 2017 года Джейден переехал из дома своих родителей в дом стоимостью 4 миллиона долларов в Хидден-Хиллз.
Джейден — заядлый «теоретик заговора», и его заявления часто вызывают споры. Это включает в себя теории об иллюминатах и твиты о химических следах.
В 2013 году Джейден вызвал споры, когда раскритиковал традиционное образование и посоветовал людям бросить школу. Обсуждая подростков, посещающих государственную школу, Джейден сказал: «Дети, которые ходят в обычную школу, такие подростковые, такие злые».
Джейден встречался с Сарой Снайдер с 2015 по 2017 год. Эти двое расстались после того, как «отдалились друг от друга» на фоне слухов об измене. Снайдер вдохновила его на множество песен в дебютном альбоме Джейдена «Syre».
Джейден — вегетарианец. Он открыл передвижной ресторан, предоставляющий бесплатные веганские обеды для бездомных (но где другие платят, когда обедают). Его веганский образ жизни заставил его родителей предпринять вмешательство после быстрого ухудшения здоровья, которое привело к тому, что его кожа посерела. Позже у него обнаружили непереносимость лактозы и целиакию. Однако его ухудшающееся здоровье привело к тому, что Джейден вернулся к вегетарианству.

## Дискография
Американский рэпер Джейден Смит выпустил три студийных альбома, три микстейпа, три расширенных альбома, 16 синглов (в том числе пять синглов в качестве признанного исполнителя) и 28 музыкальных клипов. В 2010 году Джейден сотрудничал с певцом Джастином Бибером над песней «Never Say Never», которая достигла восьмого места в американском чарте Billboard Hot 100, а позже получила 5-кратный платиновый сертификат RIAA. Смит выпустил свой дебютный микстейп «The Cool Cafe: Cool Tape Vol. 1» в октябре 2012 года, за которым последовал «CTV2», продолжение его микстейпа, 18 ноября 2014 года. Затем он выпустил совместный EP из трёх треков с продюсером Даниэлем Д’Артистом под названием «This Is the Album» в феврале 2015 года.
1 декабря 2016 года Джейден переиздал «CTV2», а три дня спустя выпустил музыкальное видео для «Fallen», ведущего сингла со своего дебютного студийного альбома «Syre». Альбом был выпущен 17 ноября 2017 года и дебютировал под номером 24 в американском Billboard 200. Альбом породил синглы: «Fallen», «Batman», «Watch Me», «Falcon» и «Icon». Позже он продолжил работу над альбомом «Syre: The Electric Album» в июле 2018 года и «Sunset Tapes: A Cool Tape Story» в ноябре 2018 года.
В апреле 2019 года Джейден выпустил EP под названием «Erys Is Coming». Позже Джейден выпустил свой второй студийный альбом «Erys» 5 июля 2019 года и дебютировал под номером 12 в американском Billboard 200. Альбом породил сингл: «Again».
Его последний альбом, «CTV3: Cool Tape Vol. 3», был выпущен 28 августа 2020 года.

## Фильмография
| Год       |    | Русское название                         | Оригинальное название          | Роль                  |
| --------- | -- | ---------------------------------------- | ------------------------------ | --------------------- |
| 2003—2004 | с  | —                                        | All of Us                      | Реджи                 |
| 2006      | ф  | В погоне за счастьем                     | The Pursuit of Happyness       | Кристофер Гарднер мл. |
| 2008      | с  | Всё тип-топ, или Жизнь Зака и Коди       | The Suite Life of Zack & Cody  | Трэвис                |
| 2008      | ф  | День, когда Земля остановилась           | The Day the Earth Stood Still  | Джейкоб Бенсон        |
| 2010      | ф  | Каратэ-пацан                             | The Karate Kid                 | Дре Паркер            |
| 2011      | ф  | Джастин Бибер: Никогда не говори никогда | Justin Bieber: Never Say Never | Камео                 |
| 2013      | ф  | После нашей эры                          | After Earth                    | Китай Рэйдж           |
| 2018      | ф  | Скейт-кухня                              | Skate Kitchen                  | Девон                 |
| 2020      | ф  | Жизнь за год                             | Life in a Year                 | Дэрин                 |
| 2022      | мф | Энтергалактик                            | Entergalactic                  | Джордан               |

## Песни
| Песни | Песни                              | Песни                          | Песни      |
| Год   | Артист                             | Песня                          | Примечания |
| ----- | ---------------------------------- | ------------------------------ | ---------- |
| 2008  | Алиша Киз                          | «Superwoman»                   |            |
| 2010  | Джастин Бибер & Джейден Смит       | «Never Say Never»              |            |
| 2011  | Джастин Бибер & Джейден Смит       | «Thinkin About You»            |            |
| 2012  | Джастин Бибер & Джейден Смит       | «Happy New Year»               | Fairytale  |
| 2012  | Джейден Смит                       | «Flame (Just Cuz)»             |            |
| 2012  | Джейден Смит                       | «Pumped Up Kicks (Like Me)»    |            |
| 2012  | Джейден Смит                       | «Gonzoes»                      |            |
| 2012  | Джейден Смит                       | «Give It To Em'»               |            |
| 2012  | Джейден Смит                       | «Shakespeare»                  |            |
| 2012  | Джейден Смит                       | «Starry Room IIWII»            |            |
| 2012  | Джейден Смит                       | «The Coolest»                  |            |
| 2012  | AcE ft. Джейден & Уиллоу Смит      | «Find You Somewhere»           |            |
| 2012  | Джейден Смит                       | «Love Me Like You Do»          |            |
| 2013  | Джейден Смит                       | «Higher Up Featuring Kid Cudi» |            |
| 2013  | Джейден & Уиллоу Смит              | «Kite»                         |            |
| 2013  | Джейден Смит                       | «MSFTS Anthem 2»               |            |
| 2013  | Джейден Смит                       | «Hello»                        |            |
| 2013  | Джейден Смит                       | «Shakespeare»                  |            |
| 2016  | Пост Мэлоун ft. Джейден Смит & Тео | «Lonely»                       |            |
| 2015  | Джейден Смит                       | «Scarface»                     |            |
| 2014  | Джейден Смит                       | «Blue ocean»                   |            |
| 2017  | Джейден Смит                       | «Batman»                       |            |
| 2017  | Джейден Смит                       | «Watch Me»                     |            |
| 2017  | Джейден Смит                       | «Icon»                         |            |
| 2018  | Джейден Смит                       | «GHOST»                        |            |
| 2018  | Джейден Смит                       | «Plastic»                      |            |
| 2018  | Джейден Смит                       | «GOKU»                         |            |
| 2018  | Джейден Смит                       | «Way up»                       |            |
| 2020  | Джейден Смит                       | «I’m Ready»                    |            |

## Награды и номинации
| Премия                                    | Год  | Номинация                                                       | Результат | Работа                         |
| ----------------------------------------- | ---- | --------------------------------------------------------------- | --------- | ------------------------------ |
| Phoenix Film Critics Society Awards       | 2006 | Best Performance by a Youth in a Lead or Supporting Role — Male | Победа    | В погоне за счастьем           |
| Black Reel Awards                         | 2007 | Best Breakthrough Performance                                   | Номинация | В погоне за счастьем           |
| Broadcast Film Critics Association Awards | 2007 | Best Young Actor                                                | Номинация | В погоне за счастьем           |
| Image Awards                              | 2007 | Outstanding Supporting Actor in a Motion Picture                | Номинация | В погоне за счастьем           |
| Teen Choice Awards                        | 2007 | Choice Movie: Breakout Male                                     | Победа    | В погоне за счастьем           |
| Teen Choice Awards                        | 2007 | Choice Movie: Chemistry                                         | Победа    | В погоне за счастьем           |
| MTV Movie Awards                          | 2007 | Breakthrough Performance                                        | Победа    | В погоне за счастьем           |
| Saturn Award                              | 2009 | Best Performance by a Younger Actor                             | Победа    | День, когда Земля остановилась |
| ShoWest Award                             | 2010 | Breakthrough Male Star of the Year                              | Победа    |                                |
| Золотая малина                            | 2014 | Худшая мужская роль                                             | Победа    | После нашей эры                |
| Золотая малина                            | 2014 | Худшая экранная комбинация                                      | Победа    | После нашей эры                |